# Clericus Cup
A Clericus Cup (também chamada de Campeonato Mundial Pontifício) é um torneio de futebol realizado anualmente na Cidade do Vaticano. É organizada pelo Centro Sportivo Italiano (CSI) e patrocinada pelo Departamento de Esportes da Conferência Episcopal Italiana (CEI), pelo Pontifício Conselho para os Leigos e pelo Pontifício Conselho para a Cultura. Durante a quarta temporada (2010), o torneio envolveu dezesseis escolas e colocou jogadores de 65 países, sendo a maioria vinda do Brasil, Itália, México e Estados Unidos. Os jogadores são normalmente seminaristas que estudam para serem padres católicos romanos. Alguns jogadores são sacerdotes ordenados. A liga foi fundada em 2007 e os jogos da décima quarta temporada começarão em março de 2022, após duas temporadas terem sido canceladas devido à pandemia de COVID-19.
É uma espécie de "copa do mundo" de futebol do Vaticano, disputada por equipes formadas por seminaristas e sacerdotes de vários colégios católicos. Por outras palavras, existe para proporcionar um local para competições atléticas amigáveis entre os milhares de seminaristas, representando quase uma centena de países, que estudam em Roma. A liga é uma ideia do Cardeal Secretário de Estado, Tarcisio Bertone, que é um fã de futebol sem desculpas. Enquanto alguns meios de imprensa sugeriam que a igreja esperava oferecer uma marca de futebol livre de hooliganismo de futebol, a realidade é que a peça no campo é intensamente competitivo. As equipes que disputam regularmente as oito vagas do play-off são, em campo, rivais ferozes.

## História
A primeira temporada foi disputada de fevereiro a maio de 2007. Seus jogos acontecem no Oratório San Pietro.  A segunda temporada começou em novembro de 2007 e terminou em 3 de maio de 2008. Os jogos da temporada regular foram disputados no Oratório San Pietro, na Via di Santa Maria Mediatrice, 24. a temporada foi disputada de fevereiro a maio de 2009, com Redemptoris Mater vencendo o campeonato contra o Pontifício Colégio Norte-Americano. A quarta temporada foi disputada de fevereiro a maio de 2010, com o jogo do campeonato novamente consistindo de Redemptoris Mater contra o Pontifício Colégio Norte-Americano. Redemptoris Mater venceu o jogo do campeonato por 1 a 0 contra o North American College.[carece de fontes?]
A temporada de 2009 atraiu 16 equipes, representando 15 seminários internacionais, além da Universidade Gregoriana. A liga é dividida em dois lados ou divisões: Divisão A e Divisão B. Em 2009, a Divisão A incluía quatro seminários nacionais (O Pontifício Colégio Norte-Americano, o Colégio Brasileiro, o Colégio Francês, o Instituto Polonês) e dois colégios internacionais (San Paulo e Mater Ecclesiae). O Colégio Italiano de Sant'Anselmo e a multinacional Universidade Gregoriana completaram a Divisão A.[carece de fontes?]
A Divisão B incluía o Colégio Mexicano, o Pontifício Seminário Romano, o Urbanianum (que recebe jogadores principalmente da África e do Leste Asiático), bem como os institutos religiosos Augustinianum, Sedes Sapientiae, Redemptoris Mater e Guanelliani Internazionale (Os Servos da Caridade). Duas escolas, Almo Collegio Capranica e Pio Latino, fundiram-se para formar a equipe Almo-Pio.
Durante a segunda temporada, a partida inaugural e final foi realizada no local dos Jogos Olímpicos de Verão de 1960: o Stadio dei Marmi, em Roma. Na terceira temporada, o jogo de abertura foi arbitrado por um dos principais árbitros da Itália, Stefano Farina.
As temporadas de 2020 e 2021 foram canceladas devido à pandemia de COVID-19. A temporada de 2022 foi agendada, mas também foi cancelada. Também não houve disputa em 2023.[carece de fontes?]

## Regras
- Os jogos são disputados em dois tempos de 30 minutos[8].
- Existe um cartão azul, que significa 5 minutos fora da partida[8].
- Cada equipe pode inscrever no máximo 24 atletas e há um limite de 20 jogadores por jogo[8].
- Cada time pode fazer cinco substituições[8].
- Em caso de empate na fase de grupos da competição, há disputa de pênaltis[8].
- O vencedor leva dois pontos e o perdedor recebe um[8].
- Fair Play é o segundo critério de desempate para definir classificação na fase de grupos[8]. [12]

## Maiores goleadas
| Data                | Mandante                           | Placar | Visitante                          |
| ------------------- | ---------------------------------- | ------ | ---------------------------------- |
| 2008                | British Colleges United            | 0 - 10 | Mater Ecclesiae                    |
| 31 de março de 2007 | Sedes Sapientiae                   | 8 - 0  | Almo Collegio Capranica            |
| 21 de abril de 2012 | Pontificia Università Gregoriana   | 8 - 0  | Pontificio Collegio Pio Brasiliano |
| 29 de março de 2014 | Augustinianum-Marianum             | 0 - 8  | Collegio Messicano                 |
| 14 de março de 2015 | Pontificio Seminario Gallico       | 0 - 8  | Collegio San Paolo Apostolo        |
| 17 de março de 2007 | Pontificio Seminario Gallico       | 1 - 8  | Pontificia Università Gregoriana   |
| 2008                | Instituto Patristico Augustinianum | 8 - 1  | British Colleges United            |
| 24 de março de 2007 | C.I. Mater Ecclesiae               | 7 - 0  | Pontificio Seminario Gallico       |
| 20 de março de 2007 | Divino Amore                       | 0 - 7  | Pontificia Università Lateranense  |
| 2008                | Sedes Sapientiae                   | 7 - 0  | Divino Amore                       |
| 2008                | Almo Collegio Capranica            | 0 - 7  | Pontificio Collegio Urbano         |
| 18 de abril de 2010 | Seminario Romano Maggiore          | 0 - 7  | Sedes Sapientiae                   |
| 26 de março de 2011 | Redemptoris Mater                  | 7 - 0  | Collegio San Paolo                 |
| 23 de março de 2014 | Collegio Pio Latinoamericano       | 7 - 0  | Collegio Spagnolo                  |